# Alan Franco (football, 1996)
Alan Franco, né le 11 octobre 1996 à Avellaneda en Argentine, est un footballeur argentin jouant au poste de défenseur central au São Paulo FC.

## Biographie

### Independiente
Natif d'Avellaneda en Argentine, Alan Franco est formé dans le club de San Telmo. Il rejoint en janvier 2015 l'un des clubs les plus importants du pays, le CA Independiente, où il poursuit sa formation. Il fait ses premiers pas dans le football professionnel le 18 mars 2017, à l'occasion d'un match de championnat face au CA San Martín (0-0). Le 13 juillet 2017, il inscrit son premier but, lors d'un match de Copa Sudamericana contre le Deportes Iquique. Alors que son équipe l'emporte par quatre buts à deux, Alan Franco est également passeur décisif dans ce match, en plus d'être celui qui ouvre le score sur une passe d'Emiliano Rigoni. Lors de cette même année, il remporte son premier titre, en étant vainqueur de la Copa Sudamericana, en battant le club brésilien de Flamengo en finale.
Le 1er mars 2018, il joue son premier match de Copa Libertadores contre le club vénézuélien du Deportivo Lara (défaite 1-0 d'Independiente). Le 26 avril 2018, il prolonge son contrat avec Independiente jusqu'en juin 2022.

### Atlanta United
Après cinq saisons avec le CA Independiente, Franco s'engage le 8 avril 2021 à Atlanta United en signant un contrat de cinq ans. Il joue son premier match sous ses nouvelles couleurs le 28 avril suivant contre le Union de Philadelphie. Il est titulaire et son équipe s'incline par trois buts à zéro.

### São Paulo FC
Au cours du marché des transferts hivernal, Alan Franco est transféré le 5 janvier 2023 au São Paulo FC où il signe un contrat de trois ans,.
Franco inscrit son premier but pour le club le 5 février 2023, à l'occasion d'une rencontre de Campeonato Paulista face à l'EC Santo André. Titulaire, il donne la victoire à son équipe en marquant le seul but de la partie.

### En équipe nationale
Alan Franco honore sa première sélection avec l'équipe nationale d'Argentine le 8 septembre 2018, contre le Guatemala. Ce jour-là, il entre à la place de Germán Pezzella, et son équipe s'impose sur le score de trois buts à zéro.

## Statistiques
| Saison                | Club                  | Championnat           | Championnat | Championnat | Coupe nationale | Coupe nationale | Coupe de la Ligue | Coupe de la Ligue | Compétition(s) continentale(s) | Compétition(s) continentale(s) | Compétition(s) continentale(s) | Séries | Séries | Argentine | Argentine | Total | Total |
| Saison                | Club                  | Division              | M.          | B.          | M.              | B.              | M.                | B.                | Comp.                          | M.                             | B.                             | M.     | B.     | M.        | B.        | M.    | B.    |
| 2016-2017             | CA Independiente      | Primera División      | 14          | 0           | 0               | 0               | -                 | -                 | CS                             | 4                              | 1                              | -      | -      | -         | -         | 18    | 1     |
| 2017-2018             | CA Independiente      | Primera División      | 20          | 0           | 1               | 0               | -                 | -                 | CS+RS+CL                       | 8+2+5                          | 0+0+0                          | -      | -      | -         | -         | 36    | 0     |
| 2018-2019             | CA Independiente      | Primera División      | 17          | 0           | 2               | 0               | 2                 | 0                 | CSB+CL+CS                      | 1+3+2                          | 0+0+0                          | -      | -      | 1         | 0         | 28    | 0     |
| 2019-2020             | CA Independiente      | Primera División      | 18          | 0           | 3               | 0               | 1                 | 0                 | CS+CS                          | 3+2                            | 0+0                            | -      | -      | -         | -         | 27    | 0     |
| 2020-2021             | CA Independiente      | Pas de championnat    | -           | -           | 1               | 0               | 8                 | 0                 | CS                             | 5                              | 0                              | -      | -      | -         | -         | 14    | 0     |
| 2021                  | CA Independiente      | Primera División      | 6           | 0           | 0               | 0               | 0                 | 0                 | -                              | -                              | -                              | -      | -      | -         | -         | 6     | 0     |
| Sous-total            | Sous-total            | Sous-total            | 75          | 0           | 7               | 0               | 11                | 0                 | -                              | 35                             | 1                              | 0      | 0      | 1         | 0         | 129   | 1     |
| 2021                  | Atlanta United        | MLS                   | 25          | 0           | -               | -               | -                 | -                 | LCC                            | 1                              | 0                              | 1      | 0      | -         | -         | 27    | 0     |
| 2022                  | Atlanta United        | MLS                   | 31          | 1           | 1               | 0               | -                 | -                 | -                              | -                              | -                              | -      | -      | -         | -         | 32    | 1     |
| Sous-total            | Sous-total            | Sous-total            | 56          | 1           | 1               | 0               | -                 | -                 | -                              | 1                              | 0                              | 1      | 0      | -         | -         | 59    | 1     |
| 2023                  | São Paulo FC          | Série A               | 0           | 0           | 0               | 0               | -                 | -                 | -                              | -                              | -                              | -      | -      | -         | -         | 0     | 0     |
| Total sur la carrière | Total sur la carrière | Total sur la carrière | 131         | 1           | 8               | 0               | 11                | 0                 | -                              | 36                             | 1                              | 1      | 0      | 1         | 0         | 188   | 2     |

## Palmarès
CA Independiente
- Vainqueur de la Copa Sudamericana en 2017